# Guerra gòtica (267-269)
La Guerra gòtica (267-269) fou un conflicte entre l'Imperi Romà i un contingent de tribus escites i gots que invaïren el territori romà en dues diferents onades entre el 267 i el 269. A diferència de la Guerra gòtica (250-251), en la qual els romans resultaren seriosament derrotats i en la qual el mateix emperador Deci va perdre la vida en batalla, en aquesta ocasió els romans aconseguiren una important victòria, obligant els bàrbars a retirar-se.

Invasions gòtiques entre el 267-269

## Context històric
Durant el segle tercer, l'Imperi Romà va passar per un gran període d'inestabilitat política i militar conegut com la Crisi del segle iii. Després de l'assassinat d'Alexandre Sever, els emperadors es succeïren en el tron l'un rere l'altre. En els següents cinquanta anys, tingueren el poder vint-i-cinc cèsars. Només un morí de mort natural. Hi hagué els primers intents de desmembrament de l'imperi i a l'Orient, els sassànides reemplaçaren els parts en la seva hostilitat amb Roma. Una de les conseqüències fou que s'intensificaren les invasions bàrbares de (Gots, Alamans, i Francs), que aprofitaren la manca de soldats en les fronteres, ocupades com estaven les legions romanes lluitant entre si en les contínues guerres civils i revoltes.

## Primera onada
El 267, els Hèruls construïren una gran flota de 500 naus i amb ella saquejaren la costa del Mar Negra, arribant a atacar, sense èxit, la mateixa ciutat de Bizanci i Cízic, on foren derrotats per la flota romana. D'allí es dirigiren cap a la mar Egea on saquejaren les illes de Lemnos i Scyros, així com nombroses ciutats del sud de Grècia (província d'Acaia). Fins i tot arribaren a posar setge a Atenes, però foren derrotats per una milícia liderada per l'historiador Dexip, qui més tard escriuria un llibre sobre aquestes guerres anomenat Scythica. Rebutjats cap al nord, finalment foren interceptats per l'exèrcit de l'emperador Galiè, que els va derrotar en la batalla de Nestus, un riu en la frontera entre Macedònia i Tràcia, obligant el seu cabdill, Naulobatus, a pactar la pau amb els romans.

## Assassinat de Galiè
Aconseguida la victòria, Galiè va retornar a Itàlia a marxes forçades doncs Aureol s'havia revoltat proclamant-se emperador. Enganyat pels seus propis oficials, Galiè no va arribar a enfrontar-se a l'usurpador, ja que fou assassinat l'estiu del 268 i Claudi II pujà al tron, gairebé sense temps per preparar-se per fer front a un segon contingent bàrbar que havia envaït el nord d'Itàlia.

## Segona onada
Efectivament, els Alamans, aprofitant l'absència de tropes romanes a la frontera, havien envaït Itàlia creuant pel Pas del Brenner. Un gran contingent va passar la tardor a la Itàlia septentrional i és possible que Claudi II intentés negociar amb ells, però finalment els dos exèrcits es trobaren als voltants del llac Garda. En la batalla que va seguir, els romans aconseguiren una gran victòria i els alamans perderen la meitat de les seves forces. Es considera que aquesta victòria marca el final de la Crisi del segle iii i va permetre a Claudi atendre als Gots que encara restaven a Pannònia i als que va derrotar en la batalla de Naïssus, donant la guerra per finalitzada.